# Massacre de Krasowo-Częstki
 (décembre 2023).
Le massacre de Krasowo-Częstki est un crime de guerre nazi perpétré le 17 juillet 1943 par l'Ordnungspolizei et les SS dans le village de Krasowo-Częstki en Pologne occupée. Le village est complètement incendié et 257 de ses habitants, surtout des femmes et des enfants, ont été assassinés. Le massacre était un acte de représailles contre des civils, après qu'au moins huit Allemands aient été tués dans une escarmouche avec des partisans polonais dans le hameau voisin de Kalnik. Il s'agit d'une action particulièrement sanglante menée par les occupants nazis dans les régions de la voïvodie de Bialystok d'avant-guerre.

## Prélude
Krasowo-Częstki est un village du nord-est de la Pologne, situé à environ 19 km de la ville de Wysokie Mazowieckie. Avant le massacre, le village comptait 70 ménages et 276 habitants. Pendant la période d'occupation de la Pologne par l'Allemagne nazie, des partisans de la résistance polonaise (l'Armée de l'Intérieur (Armia Krajowa, AK)) étaient actives dans les forêts voisines.

## L'escarmouche entre la résistance polonaise et les occupants allemand le 10 juillet 1943
Le 10 juillet 1943, un peloton de « Kedyw » de l'Armée de l'Intérieur dirigé par le sous-lieutenant Tadeusz Westfal, pseudonyme Miś (Ours), s'est réuni pour mener un raid contre une laiterie occupée par des allemands à Dąbrówka Kościelna. Les partisans passèrent la nuit dans le hameau de Kalnik, qui faisait alors partie de Krasowo-Częstki,. Dans la matinée, les sentinelles polonaises ont repéré des soldats allemands arrivant par chariots.
La raison exacte pour laquelle les Allemands sont venus à Kalnik reste inconnue. Cependant plusieurs hypothèses ont été émises par les historiens : 
- selon certaines sources polonaises, ils recherchaient les frères Krassowscy, libérés par des partisans après leur arrestation à Dąbrówka Kościelna quelques semaines plus tôt[5] ;
- d'autres auteurs accusent une dénonciation de la présence des résistants à Kalnik par l'informateur allemand Romuald Krassowski[3],[6] ;
- les rapports de l'Armée intérieur indiquent cependant que l'escarmouche était une coïncidence puisque l'expédition allemande revenait du village voisin de Łopień, où elle avait arrêté une douzaine de Polonais[7].

Les partisans polonais ont pris la décision de se battre contre les soldats ennemis arrivant. Selon le rapport signé par un commandant de l'Armée de l'Intérieur, leur intention était de libérer des hommes arrêtés à Łopień. Cependant, d'autres sources suggèrent que le combat a du être engagé à cause du manque de temps pour battre en retraite.
Dans l’escarmouche qui a suivi, les deux camps ont subi des pertes : 3 morts et 3 blessés côté polonais ; entre 8 et 13 morts côté Allemands. Selon le communiqué publié ultérieurement par les autorités d'occupation, 8 de leurs membres ont été tués : 5 « soldats » et 3 gendarmes. Cependant, les rapports polonais évaluent les pertes allemandes à 11 ou 13 morts (dont un polonais membre de la Schutzmannschaft), et à au moins sept blessés. Par ailleurs, deux cochers polonais ont été accidentellement tués lors de l'affrontement.
Lorsque les renforts allemands arrivent, l'unité polonaise se replie dans les forêts.

### Les avertissements avant le massacre
Des informations sur une action contre le village auraient été révélées à des polonais, qui auraient tenté d'en avertir les habitants.
Le père Józef Kaczyński, prêtre catholique né à Krasowo-Częstki, était, au moment des événements vicaire paroissial à Tykocin. Il résidait dans le presbytère, où habitait également un couple allemand : le lieutenant Philipp Schweiger, commandant de l'unité de gendarmerie à Tykocin, et son épouse. Malgré les circonstances, le prêtre entretient des relations amicales avec le couple. De plus, lors de certaines conversations privées, Schweiger aurait exprimé des signes d'aversion envers le régime nazi. Trois jours après l'escarmouche de Kalnik, Schweiger s'approche de Kaczyński et l'informe qu'il a assisté à une conférence à Białystok où la décision a été prise de « pacifier » Krasowo-Częstki en représailles des récentes pertes allemandes lors de l'escarmouche de Kalnik. Avec l'aide de Schweiger, qui lui a fourni le laissez-passer nécessaire, Kaczyński s'est rendu à Krasowo-Częstki pour avertir les habitants. Cependant, les villageois convaincus que la répression allemande ne pourrait viser que Kalnik, ses avertissements ont été accueillis avec incrédulité. Même la mère de Kaczyński a rejeté ses demandes et ne lui a pas permis d'emmener ses frères et sœurs en lieux sûrs à Tykocin.
Par ailleurs, un Allemand qui contrôlait le manoir Mazury, près de Jabłoń Kościelna, depuis l'occupation nazie, aurait fait part au curé local de potentielles conséquences envers la population polonaise en réponse à la mort des allemands. En réponse à cet avertissement, le curé a alerté le maire de la Gmina Nowe Piekuty, Stanisław Olędzki, qui a ensuite cherché refuge avec sa famille dans l'enceinte de la paroisse.

## Le massacre

### Auteurs
Certains historiens polonais pensent que l'opération de pacification a été supervisée personnellement par le commissaire du comté de Łomża, Karl von Groeben. Selon des témoins, il était accompagné d'un groupe comprenant de nombreux représentants des autorités locales,. Il est également suggéré que le chef de la Gestapo à Łomża, le SS-Obersturmführer E. K. Ennulat, aurait pu être personnellement impliqué dans le massacre,.
Parmi les membres de l'expédition punitive se trouvaient des gendarmes des postes de Wysokie Mazowieckie, Dąbrówka Kościelna, Szepietów, Czyżew et Nowe Piekuty,. Selon certaines sources, ils auraient pu être accompagnés par des membres de la Feldgendarmerie, la police militaire, provenant de postes à Łomża et Wysokie Mazowieckie. Une unité non identifiée de la Wehrmacht ou des SS aurait également été impliqué,. Jerzy Smurzyński suggère que cette « unité SS » aurait pu être le Kommando « Müller », un escadron spécial d'extermination responsable de nombreuses exécutions et pacifications réalisées dans la région de Łomża en juillet 1943.

### Le déroulement des événements
Le 16 juillet, des gendarmes allemands sont apparus dans les villages voisins de Krasowo-Częstki et ont demandé aux chefs de village de fournir aux autorités des charrettes attelées à des chevaux ainsi que les cochers. L'ordre a été transmis aux cochers de se rassembler à Krasowo-Częstki à l'aube du lendemain.

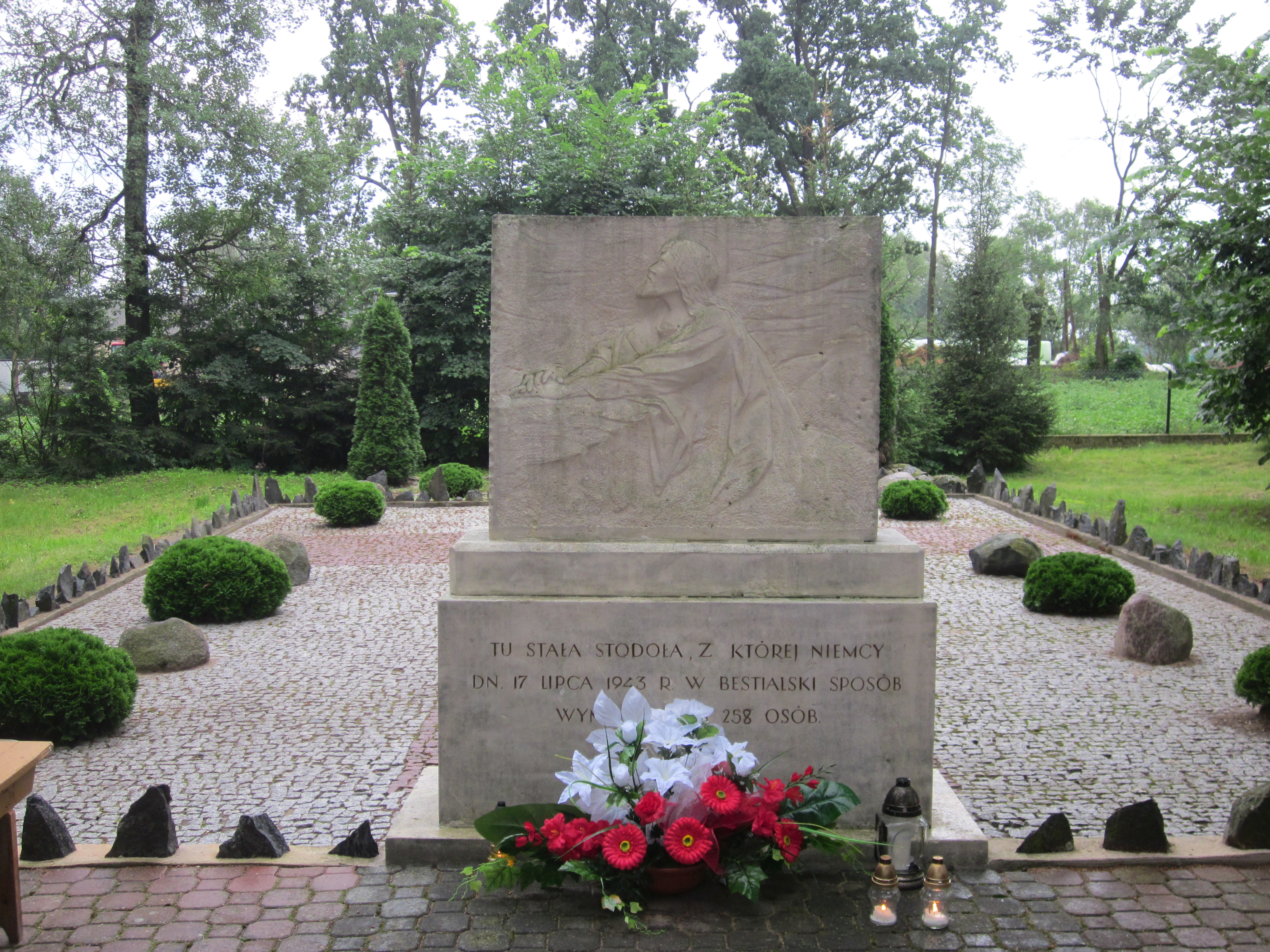
L'endroit où se trouvait la grange de Stanisław Jankowski

L'opération de pacification débute dans la nuit du 16 au 17 juillet. Les membres de l'expédition punitive arrivèrent dans les environs de Krasowo-Częstki en voiture. Ils formèrent alors une ligne et établirent un cordon double ou triple autour du village. L'entrée dans Krasowo-Częstki a eu lieu à l'aube. Méthodiquement, les Allemands passaient de maison en maison, obligeant les habitants à se rassembler le long de la route qui traversait le village. Tous les Polonais détenus ont ensuite été amenés dans une grange appartenant à Stanisław Janowski,.
Dans la grange, les femmes, les filles et les jeunes enfants étaient dirigées vers le coin droit tandis que les hommes et garçons étaient entassés dans le coin gauche. Il fut demandé à chacun de se coucher face contre terre et les Allemands entamèrent alors un processus de vérification d’identité des détenus. L'officier de gendarmerie chargé de l'opération a autorisé deux jeunes garçons originaires Varsovie et employés par des agriculteurs locaux, à quitter le village.
Après un certain temps, un groupe d'une douzaine de jeunes hommes ont été contraints de creuser deux fosses communes près de la grange. Simultanément, des hommes polonais amenés des villages voisins reçurent l'ordre de transporter le bétail et les biens des fermes vacantes vers Szepietowo,.

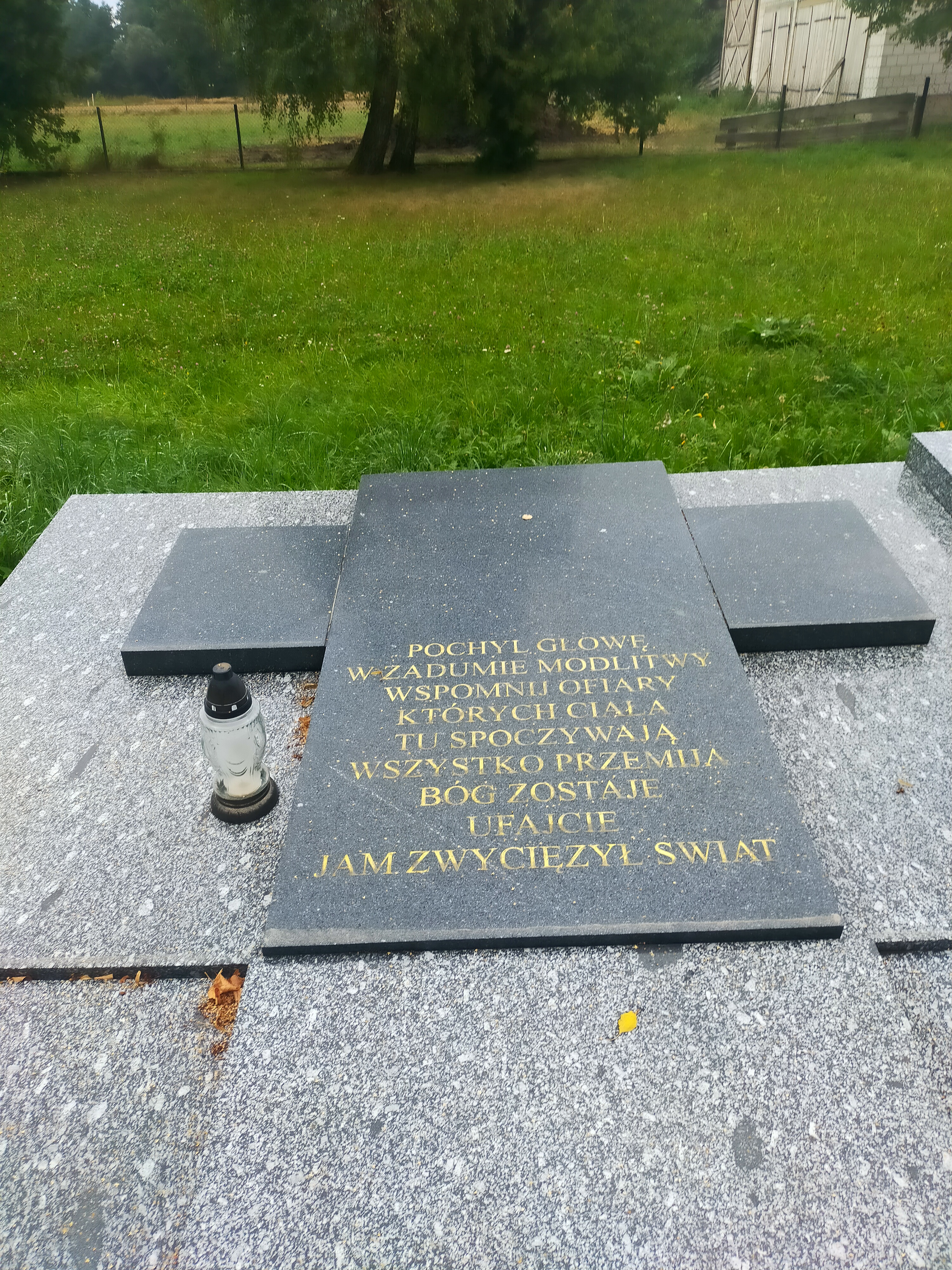
L'une des deux fosses communes où ont été enterrées les victimes du massacre

Le massacre a commencé vers midi. Les premières victimes furent les hommes chargés de creuser les fosses, assassinés par des grenades. Les personnes rassemblées dans la grange ont ensuite été appelés une à une selon une liste. Leurs documents saisis, les victimes étaient conduites au bord des tombes, où elles recevaient une balle dans la nuque. Un cocher témoin du massacre, a confirmé que ceux qui attendaient leur sort inéluctable dans la grange avaient chanté l'hymne religieux « Sub tuum praesidium ».
Les hommes et garçons furent assassinés dans l'une des fosse tandis que les femmes et enfants le furent dans la seconde. Selon certaines informations, certains jeunes enfants auraient été jetés vivant dans la fosse. Selon des témoins, le commissaire adjoint Danke aurait également attaché un homme du village de Pułazie-Świerże, nommé Mystkowski, à sa voiture et l'aurait ensuite traîné derrière le véhicule. Simultanément, les Allemands ont commencé à incendier les bâtiments et un certain nombre d'habitants qui s'y étaient réfugiés avant le massacre ont péri dans les flammes.

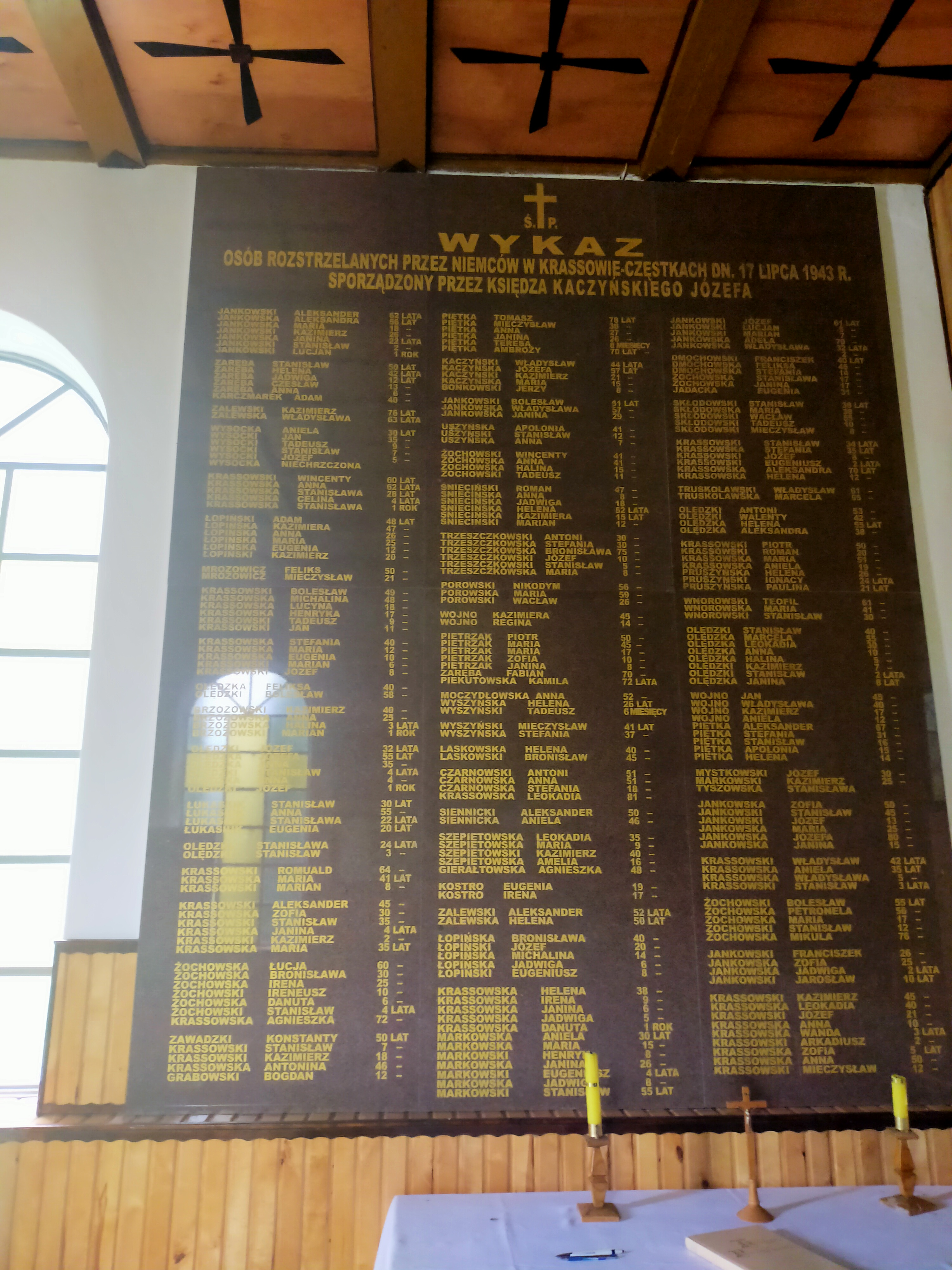
Les noms des victimes affichés à l'intérieur de la chapelle-mausolée

Au total, 257 Polonais ont perdu la vie à Krasowo-Częstki ce jour-là,. Selon certaines sources, parmi les victimes se trouvaient 83 ou 89  mineurs. Józef Fajkowski et Jan Religa ont estimé que 73 hommes, 97 femmes et 87 enfants ont été assassinés lors du massacre.
Selon Jerzy Smurzyński, seuls 35 individus ont réussi à survivre au massacre. Ces survivants ont généralement réussi à se cacher des Allemands lors de l'opération puis ils ont discrètement rejoint  les cochers réquisitionnés (qui étaient en train de piller les fermes, ou qui se trouvaient à proximité du village). Des sources alternatives estiment le nombre de survivants à douze  ou dix-neuf.
Les auteurs de l'étude Les villages de la région de Białystok accusent… estiment que 55 maisons, 54 granges et 60 étables ont été rasées en parallèle du massacre. En outre, les Allemands se sont approprié des meubles et du bétail, dont 86 chevaux et 183 vaches. Cependant, Smurzyński, se référant aux conclusions du P. Józef Kaczyński fournit des statistiques légèrement différentes, selon lesquelles les nazis ont détruit 53 maisons, 52 granges et 62 étables, et saisi 85 chevaux, 178 vaches, ainsi que des porcs et de volailles. Il informe également qu'une seule ferme, appartenant à Kazimierz Krassowski, a échappé à l'incendie. Une partie des biens pillés a été distribuée parmi les Allemands de souche, tandis que les objets de moins grande valeur ont été vendus à la population locale non allemande.
Selon certains récits, le massacre de Krasowo-Częstki aurait été l'opération de pacification la plus grave menée par les occupants nazis en voïvodie de Białystok,. En réalité, il s'agit de la plus grande pacification réalisée dans la partie de la voïvodie de Białystok restée à l'intérieur des frontières polonaises après 1945. Cependant, si l'on considère l'ensemble du territoire de voïvodie d'avant-guerre, la pacification du village de Szaulicze (aujourd'hui Šavuličy en Biélorussie), qui a enregistré 366 victimes, semble être le plus meurtrier.

## Conséquences

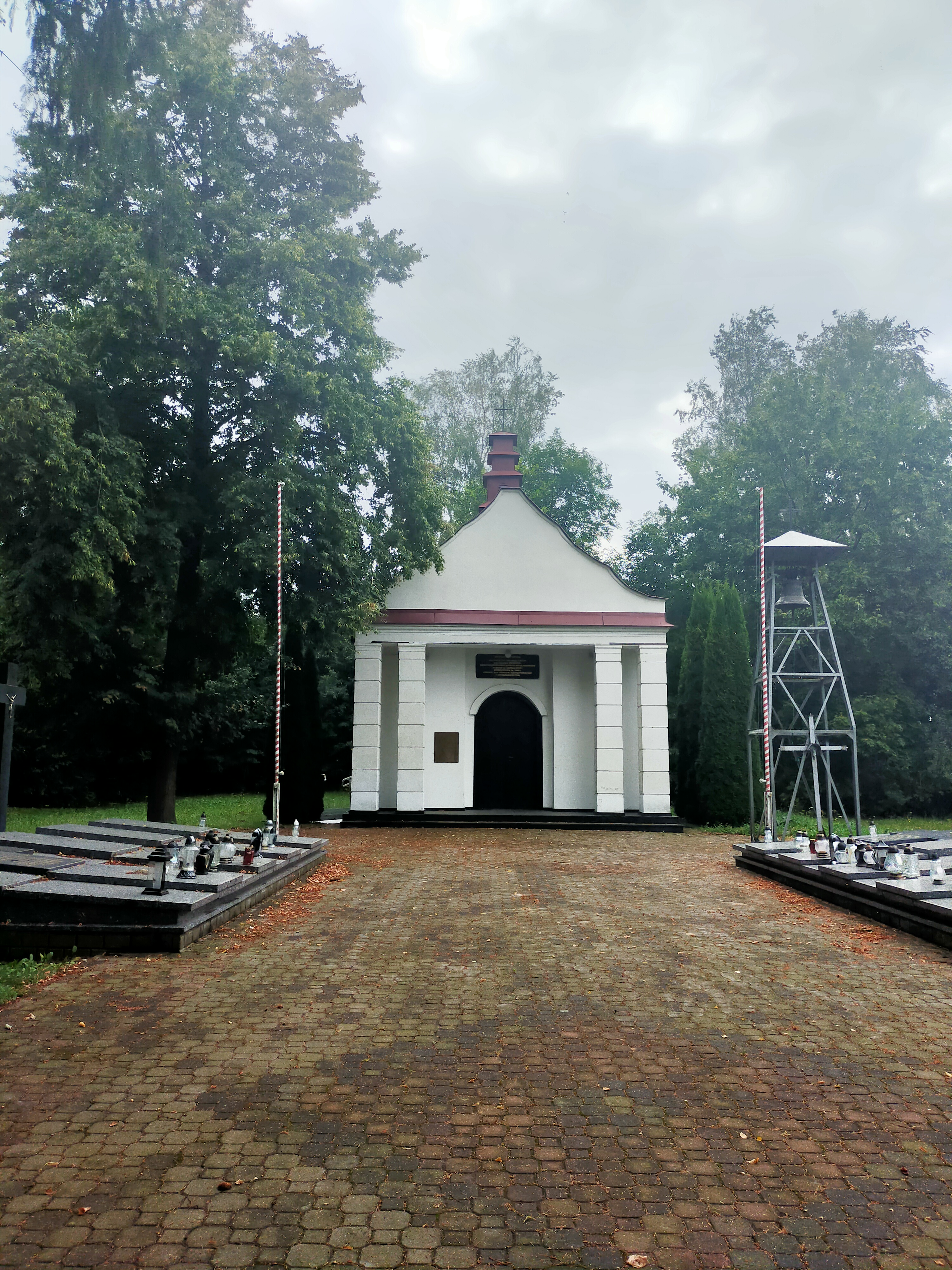
Chapelle-mausolée de Krasowo-Częstki

Les Allemands ont rasé la zone où se trouvait auparavant le village,. Selon Józef Fajkowski, leur intention était d'y établir une exploitation agricole.
Le 15 août 1943, en réponse au massacre, une unité partisane des « Uderzeniowe Bataliony Kadrowe (UBK) », récemment fusionnés avec l'Armée de l'Intérieur et dirigée par le sous-lieutenant Stanisław Karolkiewicz, pseudonyme Szczęsny, a mené une attaque de représailles contre le village de Mittenheide et la foresterie Krummenheide en Prusse orientale.
Des survivants et le Père Józef Kaczyński ont commencé à dresser une liste des victimes peu après le massacre.
Après la guerre, le village fut partiellement reconstruit tandis que le lieu de sépulture des victimes fut clôturé et marqué d'une croix de bouleau. Le Père Józef Kaczyński, qui a perdu sa mère et ses trois frères et sœurs lors du massacre, a déployé des efforts importants pour commémorer les événements de juillet 1943. À l'initiative du prêtre, une chapelle-mausolée fut construite à proximité de l'emplacement des fosses en 1946. À l'intérieur de la chapelle, se trouvent deux plaques commémoratives, l'une portant les noms des victimes et l'autre la liste des survivants. Un autel avec une réplique du tableau de la Vierge noire de Częstochowa. Des fragments de planches de ferme brûlées et des photographies du village et de ses habitants peu avant le massacre, se trouvent à l'intérieur de vitrines afin de conserver le souvenir des victimes et du crime commis. Chaque année, le 17 juillet, des messes sont célébrées en mémoire des victimes.
En 1983, la « cloche de la réconciliation » a sonné dans l'église St. Kazimierz de Nowe Piekuty, l'église paroissiale de Krasowo-Częstki, où le Père Kaczyński a servi après la guerre. La cloche a été financée par des paroissiens de Meckenheim, en Allemagne, la ville natale de la veuve du lieutenant Philipp Schweiger,,.
Après 1960, les dossiers concernant la pacification de Krasowo-Częstki ont été transférés par la Commission d'enquête sur les crimes hitlériens en Pologne au Bureau central des administrations judiciaires de l'État pour l'enquête sur les crimes nationaux-socialistes à Ludwigsburg. Cependant, les auteurs, comme ceux responsables de nombreux autres crimes de guerre commis en Pologne occupée, n’ont jamais été traduits en justice. En particulier, après la guerre, Karl von Groeben a occupé un poste élevé dans les structures du ministère fédéral ouest-allemand des personnes déplacées, des réfugiés et des victimes de guerre malgré son implication probable dans les faits.
Le documentaire polonais Czarny lipiec (« Juillet noir »), sorti en 2001 et réalisé par Agnieszka Arnold, raconte l'histoire du massacre de Krasowo-Częstki.